# Batrachotomus
 (décembre 2018).
Si vous disposez d'ouvrages ou d'articles de référence ou si vous connaissez des sites web de qualité traitant du thème abordé ici, merci de compléter l'article en donnant les références utiles à sa vérifiabilité et en les liant à la section « Notes et références ».
Batrachotomus kupferzellensis
Genre
Espèce
Batrachotomus est un genre éteint de la famille des Prestosuchidae. Ses fossiles datent du Trias moyen. Ils ont été découverts en Allemagne dans le Bade-Wurtemberg . 

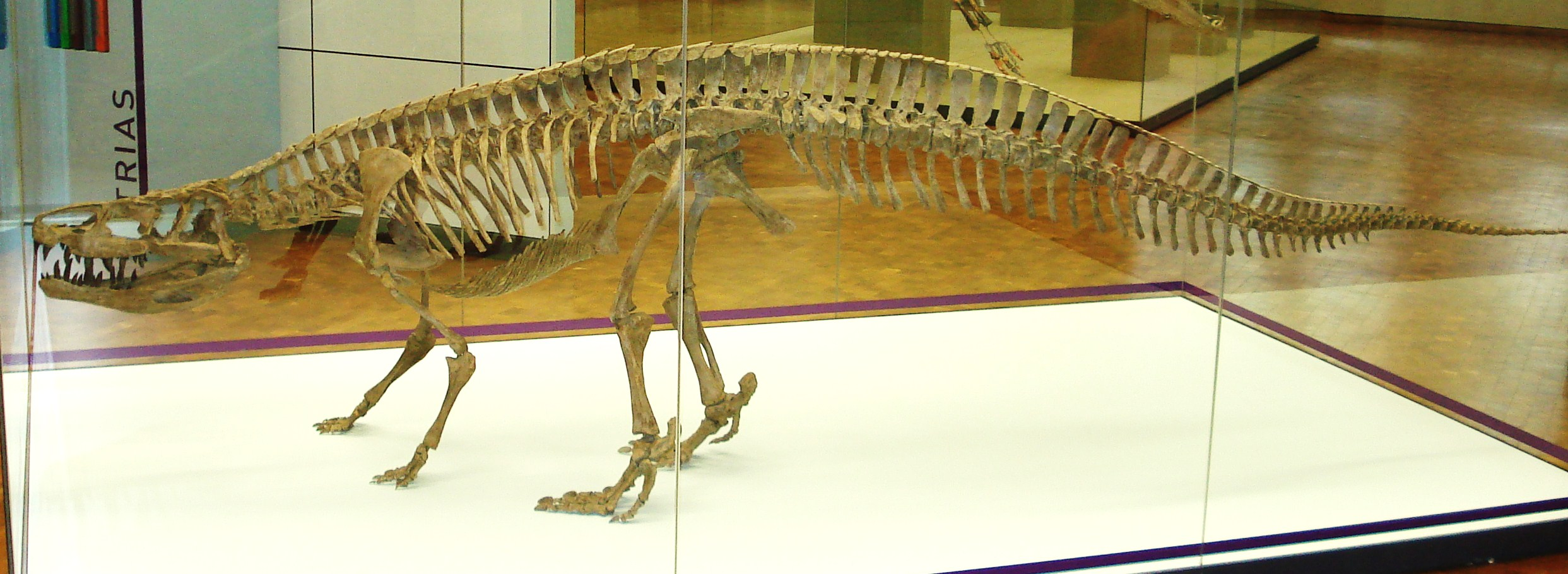
Squelette reconstitué de Batrachotomus kupferzellensis, de la formation d'Erfurt près de Kupferzell dans le Bade-Wurtemberg (Allemagne). Âge Ladinien supérieur.

Une seule espèce est rattachée au genre : Batrachotomus kupferzellensis.
Dans son étude de 2016 sur la classification des Archosauromorpha comparant 96 taxons séparés et plus de 600 caractéristiques osseuses, Martin Ezcurra place Youngosuchus comme un proche parent du loricatan Batrachotomus, situé loin de Garjainia.